# Nuoto in acque libere ai campionati mondiali di nuoto 2015 - 5 km a squadre
La gara dei 5 km a squadre in acque libere si è svolta la mattina del 30 luglio 2015 e vi hanno preso parte 66 atleti, provenienti da 22 nazioni diverse. La gara, che si è svolta nelle acque del fiume Kazanka, è iniziata alle 12:00 ora locale.
Ogni squadra è composta da tre atleti, due uomini e una donna, ognuno dei quali ha percorso 5 km.

## Medaglie
| Posizione | Atleti                                               | Paese       |
| --------- | ---------------------------------------------------- | ----------- |
| Oro       | Rob Muffels Christian Reichert Isabelle Härle        | Germania    |
| Argento   | Marcel Schouten Ferry Weertman Sharon van Rouwendaal | Paesi Bassi |
| Argento   | Allan do Carmo Diogo Villarinho Ana Marcela Cunha    | Brasile     |

## Risultati
| Posizione | Atleta      | Nazionalità                                                | Tempo     |
| --------- | ----------- | ---------------------------------------------------------- | --------- |
| 1         | Germania    | Rob Muffels Christian Reichert Isabelle Härle              | 55'14"4   |
| 2         | Paesi Bassi | Marcel Schouten Ferry Weertman Sharon van Rouwendaal       | 55'31"2   |
| 2         | Brasile     | Allan do Carmo Diogo Villarinho Ana Marcela Cunha          | 55'31"2   |
| 4         | Italia      | Federico Vanelli Simone Ercoli Rachele Bruni               | 55'49"4   |
| 5         | Stati Uniti | Sean Ryan Jordan Wilimovsky Ashley Twichell                | 55'50"6   |
| 6         | Australia   | Jarrod Poort Simon Huitenga Melissa Gorman                 | 56'07"4   |
| 7         | Ungheria    | Dániel Székelyi Gergely Gyurta Éva Risztov                 | 56'08"4   |
| 8         | Grecia      | Antonios Fokaidis Spyridōn Gianniōtīs Kalliopi Araouzou    | 56'18"6   |
| 9         | Ecuador     | Ivan Enderica Ochoa Esteban Enderica Samantha Arévalo      | 56'45"9   |
| 10        | Russia      | Sergej Bol'šakov Daniil Serebrennikov Anastasiia Krapivina | 56'47"0   |
| 11        | Francia     | David Aubry Marc-Antoine Olivier Aurélie Muller            | 56'50"9   |
| 12        | Spagna      | Héctor Ruiz Antonio Arroyo Erika Villaécija                | 57'16"0   |
| 13        | Argentina   | Gabriel Villagoiz Guillermo Bertola Cecilia Biagioli       | 57'27"8   |
| 14        | Cina        | Qiao Zhongyi Zu Lijun Yan Siyu                             | 57'53"9   |
| 15        | Portogallo  | Vasco Gaspar Rafael Gil Angelica María                     | 58'12"6   |
| 16        | Venezuela   | Wilder Carreño Erwin Maldonado Paola Pérez                 | 58'39"3   |
| 17        | Rep. Ceca   | Ján Kútnik Matěj Kozubek Alena Benešová                    | 59'43"1   |
| 18        | Sudafrica   | Chad Ho Daniel Marais Michelle Weber                       | 1h00'31"2 |
| 19        | Messico     | Daniel Delgadillo Arturo Pérez Vertti Zaira Cardenas       | 1h01'36"6 |
| 20        | Kazakistan  | Kenessary Kenenbayev Vitaliy Khudyakov Xeniya Romanchuk    | 1h02'12"7 |
| 21        | Egitto      | Youssef Hossameldeen Adel Ragab Reem Kaseem                | 1h02'13"1 |
| 22        | Hong Kong   | Tse Tsz Fung Kwan Ho Yin Kwok Cho Yiu                      | 1h05'43"8 |